# Nils Bergslien

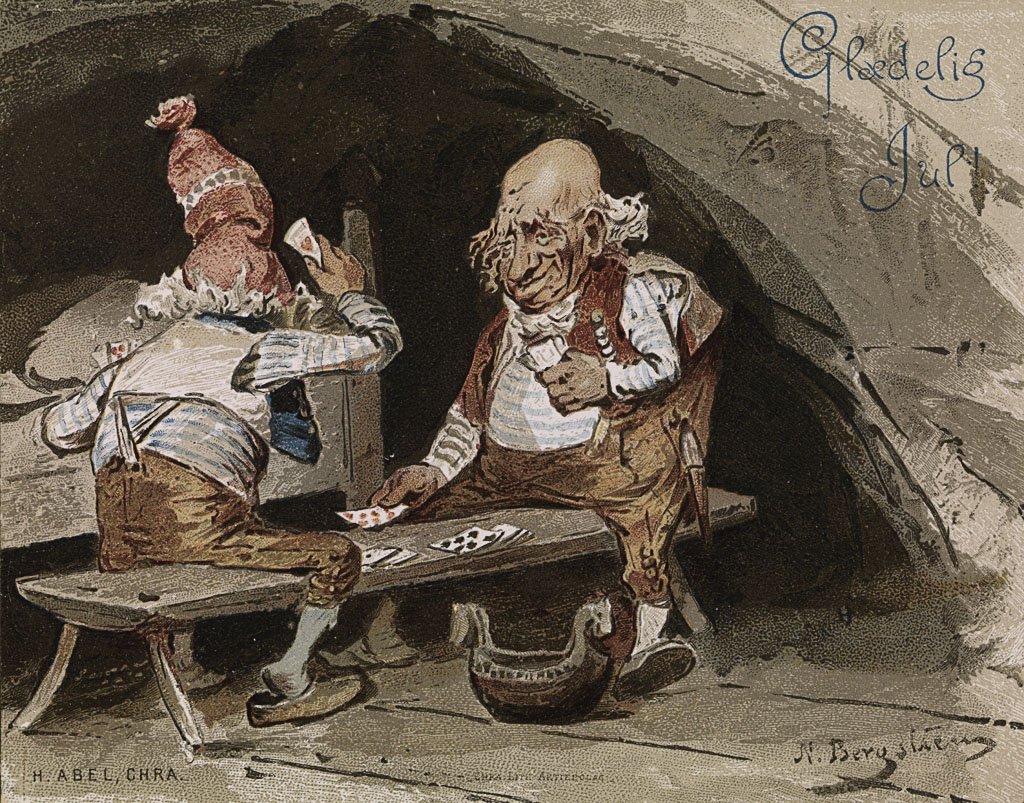
Ett vykort med Bergsliens tomtemotiv.

Nils Bergslien, född 26 februari 1853 i Voss, död 18 december 1928 i Eidfjord, var en norsk målare, tecknare och skulptör. Han var brorson till Knud och Brynjulf Bergslien.
Bergslien utbildades på Konstakademien i München i Tyskland. Hans konst dominerades av motiv från det norska vardagslivet samt från folklivet och sagor, men även verk med historiska och litterära teman förekom. Särskilt populära blev hans många avbildningar av tomtar; de trycktes på vykort och samlades av konstnären själv i ett album utgivet 1886. Han utförde också ett flertal dekorationer på norska hotell, de flesta av vilka har dock inte bevarats.